# Machinedrum
Machinedrum, de son vrai nom Travis Stewart (né le 4 mars 1982 à Eden en Caroline du Nord), est un musicien américain de musique électronique. Il signe de nombreux disques et apparitions dans des styles allant du hip-hop expérimental à la jungle en passant par le juke, la house et le dubstep.

## Biographie

### Période Merck (2000–2006)
Né à Eden, en Caroline du Nord, Travis Stewart grandit dans la ville voisine de Hickory. Dès 3 ans, il joue sur le piano parental, mais c'est surtout chez son grand-père, membre d'un groupe de country, qu'il développe son intérêt pour la musique. Dans son studio, il joue avec les guitares, pedal steel guitar, séquenceurs, enregistreurs et pédales d'effets qu'il a à sa disposition. Baigné dans cet environnement musical (auquel s'ajoute un cousin chanteur-parolier), il s'oriente très tôt vers le métier d'artiste. Il joue dans une fanfare, s'y exerce à divers instruments comme le marimba, le vibraphone et la basse, puis s'essaye à la composition personnelle à travers la musique électronique,.
Après avoir terminé ses études en mastering tout début 2000, où il acquiert de nombreux instruments, modules et samples, il apparait pour la première fois sous le nom de Syndrone chez Merck records, un nouveau label basé à Miami et qui ne tardera pas à se révéler très influent. Intitulé Triskaideka (sorti en mars 2000), ce premier album, avec ses doubles beats, coupés, ses contre-rythmes, est assez expérimental et se situe dans la lignée du duo Autechre à leur début, avec les douces nappes psychédéliques en plus, et s'apparente à de nombreux autres artistes appartenant pour beaucoup au label Warp, tels qu'Aphex Twin ou LFO.
À partir du début 2001, il prend le pseudonyme de Machine drum (en deux mots) pour une série de trois albums, Now You Know en février, Half the Battle en septembre l'année suivante, et enfin Urban Biology également en septembre 2002. Ces trois albums, déjà marqués par l'éclectisme que développera l'artiste dans les années à venir (le premier est plutôt hip-hop expérimental, à l'image de Prefuse 73, tandis que les deux autres se rapprochent plus des travaux récents d'Autechre, ou éventuellement du Team Shadetek), assoient rapidement sa réputation dans les milieux de la musique underground. Toujours en 2002, il effectue au Japon sa première tournée, en compagnie de son futur complice Jimmy Edgar, et y découvre une notoriété qu'aucun des deux ne soupçonnait.
En mars 2004, Stewart sort son deuxième album sous le pseudonyme Syndrone, Salmataxia. Fondamentalement expérimental, beaucoup plus travaillé et ambitieux que Triskaideka, avec des beats affolés, aléatoires, et ses douces nappes synthétiques en arrière-plan, il repousse les limites de la musique électronique expérimentale et range le producteur aux côtés d'Autechre, Squarepusher, Aphex Twin, Murcof parmi les artistes d'electro les plus innovants. Entre octobre 2004 et début 2006, il publie ses trois derniers albums pour le compte de Merck records : deux sous son alias Machine Drum, Bidnezz et la double compilation de remix Mergerz and Acquisitionz, tous deux ancrés dans la veine hip-hop expérimental qu'il a autant contribué à développer que Prefuse 73, ; et puis Living Exponentially, cette fois sous le nom Tstewart, beaucoup plus ambient et mélodique.

### Consécration et continuité (depuis 2007)

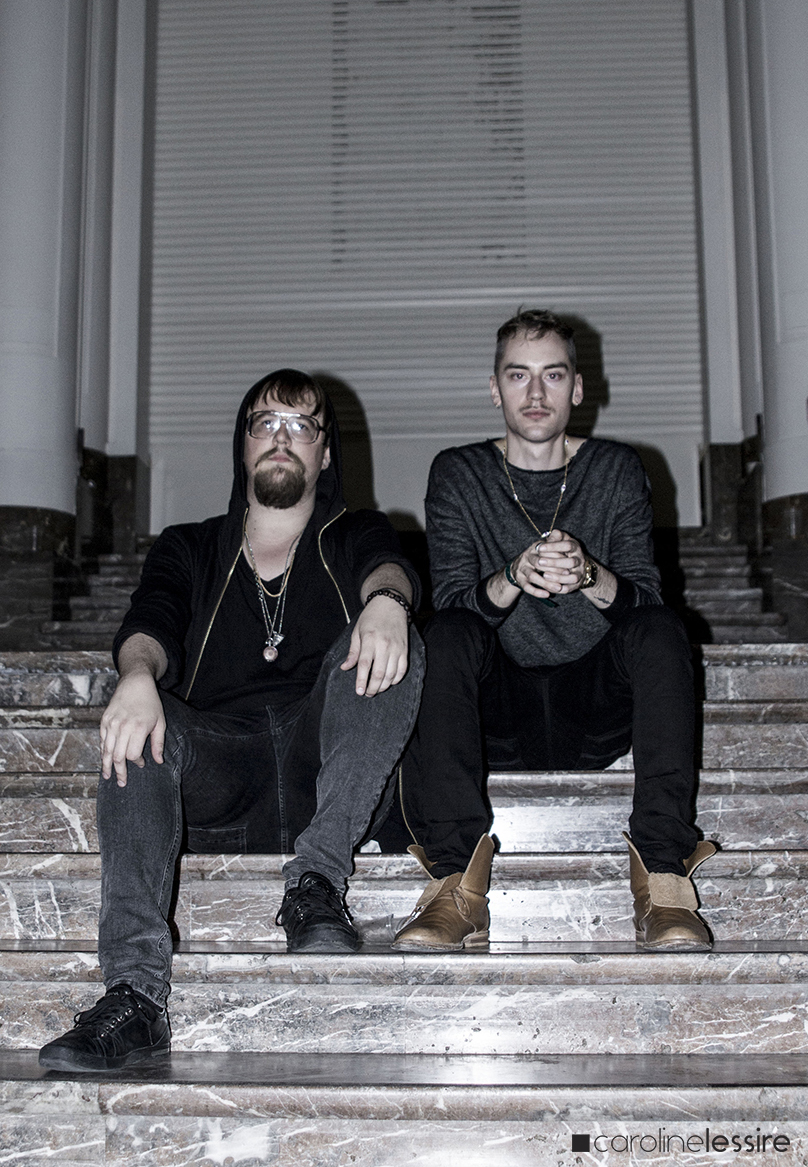
JETS (Machinedrum et Jimmy Edgar).

Dès lors, Machinedrum (en un seul mot désormais) étend encore sa palette d'influences, intégrant notamment des éléments venus de la house, du dubstep ou de la jungle. Ainsi parait en 2009 Want to 1 2?, unanimement salué par la critique, puis l'année suivante l'EP His Many Faces sur le label LuckyMe (en) d'Hudson Mohawke, qui lui ouvre les portes d'une plus large audience. Il s'ensuit une collaboration avec Praveen, un comparse de Merck, sous le nom Sepalcure (en), qui, en trois EPs et un album long, enchantera la critique par son atmosphère romantique de voix pitchées sur des rythmiques issues du UK garage. C'est aussi vers cette époque qu'il signe un unique morceau sous le pseudonyme Neon Black pour une compilation du label Gravitas.
Son style vire progressivement vers un mélange de juke, de dubstep et de jungle, plus sombre mais toujours très influencé par le hip-hop, comme le montre d'abord son album suivant Room(s), paru en 2011. Le disque est publié sur Planet Mu, le label de μ-Ziq, qui par cette signature suit un conseil de Drew Lustman alias FaltyDL. Stewart retient alors l'attention d'Azealia Banks, qui lui confie la production de son album No Problems, point de départ d'une diffusion à plus grande échelle qui aboutira à la signature sur le célèbre label Ninja Tune. Il y publie le duo conceptuel Vapor City / Vapor City Archives en 2013 et 2014, où il affine un son de plus en plus personnel, urbain et foisonnant, qui n'est pas sans rappeler les productions de SBTRKT et surtout Burial,. Stewart explique avoir disposé pour ce disque d'un réservoir de plus de 70 morceaux, écrits dans la foulée de Room(s) et dont les styles respectifs pouvaient être classés par groupes, lesquels deviendront les districts d'une ville imaginaire née d'un rêve récurrent qui le hantait à l'époque. Sur scène, il joue accompagné du batteur Lane Barrington et du vidéaste Weirdcore.
Ces trois sorties successives, acclamées par la critique et accompagnées d'une multitude d'EPs dont le public ne se lasse pas, finissent d'assoir Machinedrum parmi les producteurs electro les plus marquants et demandés de sa génération,. Il signe ainsi l'essentiel de la production sur l'album Love Apparatus de Jesse Boykins III (en), et rejoint son groupe de scène The Beauty Created. En 2015, marqué par la mort prématurée de DJ Rashad, pilier de la scène footwork, il lui rend hommage dans un EP autoproduit, dans lequel il compile 5 titres initiés en collaboration avec Rashad mais jamais encore vraiment terminés.
Toujours enclin à chercher des orientations nouvelles, Stewart s'essaye en parallèle à la pure house sous encore un nouveau pseudonyme, Aden, signant quelques EPs sur le label Ultramajic qu'il dirige avec son ami Jimmy Edgar. Les deux artistes en profitent pour signer la collaboration JETS (pour Jimmy Edgar Travis Stewart), qui sortira différents EP et un mix pour le compte du magazine britannique Fact.
Il partage actuellement[Quand ?] son quotidien entre Berlin et le quartier new-yorkais de Brooklyn, la première pour son dynamisme musical et son coût relativement faible, le second parce qu'il y a la plupart de ses amis et que la vie plus chère le « pousse hors de sa zone de confort ».

## Influences
Stewart se décrit lui-même comme un « MTV kid ». Il estime sa culture musicale fortement redevable des clips de punk rock, de metal, de hip-hop et parfois de reggae qu'il regardait sur la chaîne. Il s’entiche ensuite de l'indus, en particulier grâce aux morceaux NWO (en) de Ministry et Head Like a Hole de Nine Inch Nails, puis découvre Aphex Twin, qui le conduit à creuser le répertoire du label Warp. Il admet ainsi qu'il réserve son alias Syndrone à ses compositions les plus inspirées d'Autechre.
Recherchant d'abord la folie et l'imprévisibilité, il s'intéresse aux productions d'autres labels novateurs, parmi lesquels il cite entre autres Astralwerks, Skam (le label d'Autechre), Ninja Tune, Matador et Thrill Jockey. Stewart reconnaît également beaucoup s'inspirer de ses différentes collaborations, avec notamment Praveen Sharma, Jimmy Edgar et bien-sûr DJ Rashad, décédé brutalement en 2014, et à qui il vouera un EP hommage l'année suivante. Son album préféré reste pourtant le Music for 18 Musicians de Steve Reich, dont les polyphonies lui rappellent la complexité rythmique qui le suit depuis ses premières expériences avec une fanfare.

## Matériel

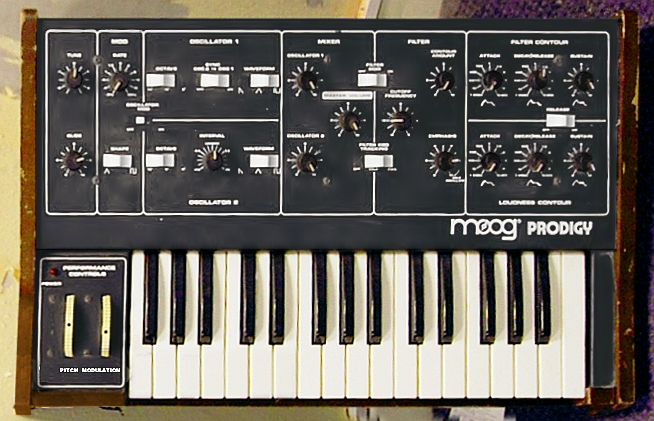
Un Moog Prodigy.

S'il est convaincu que l'évolution technologique a eu un grand apport sur la musique et sa démocratisation, Travis Stewart se contente lui-même d'assez peu d'instruments, pour la plupart de MAO. Parmi eux, : ordinateur portable MacBook Pro, Séquenceur logiciel Cakewalk Sonar, séquenceur logiciel Ableton Live, tracker logiciel Impulse Tracker, studio virtuel Native Instruments Reaktor, synthétiseurs logiciel Propellerhead Software Rebirth et Native Instruments Massive, plugins Michael Norris' SoundMagic Spectral, synthétiseur Yamaha CS1x et Moog Prodigy, échantillonneur Boss Dr Sample 202, et guitare Epiphone Emperor Swingster. Il utilise aussi divers pédales d'effets et contrôleurs MIDI (notamment Livid Alias 8 et Akai MPD et MPK25)

## Discographie

### Albums studio

#### Syndrone
- 2000 : Triskaideka (Merck Records) (sorti en mars)
- 2004 : Salmataxia (Merck Records) (sorti en mars)

#### Machine Drum
| Date           | Album                    | Label         | Critique             |
| -------------- | ------------------------ | ------------- | -------------------- |
| février 2001   | Now You Know             | Merck Records | AllMusic             |
| septembre 2002 | Half the Battle          | Merck Records | AllMusic             |
| septembre 2002 | Urban Biology            | Merck Records |                      |
| octobre 2004   | Bidnezz                  | Merck Records | AllMusic · Pitchfork |
| avril 2006     | Mergerz and Acquisitionz | Merck Records |                      |
| octobre 2006   | Cached                   | The Inside    |                      |

#### Tstewart
- 2006 : Living Exponentially (Merck Records) (sorti en février)

#### Machinedrum
| Date          | Album               | Label      | Critique |
| ------------- | ------------------- | ---------- | --- |
| avril 2009    | Want to 1 2?        | Normrex    | |
| juillet 2011  | Room(s)             | Planet Mu  | Clash Mag · Fact · Pitchfork · Resident Advisor                                                                                         |
| octobre 2013  | Vapor City          | Ninja Tune | AllMusic · Clash Mag · Drowned in Sound · Fact · Les Inrockuptibles · NME · Pitchfork · Resident Advisor · Rolling Stone · The Guardian |
| novembre 2014 | Vapor City Archives | Ninja Tune | AllMusic · Clash Mag · Les Inrockuptibles · Pitchfork · Resident Advisor · XLR8R                                                        |

### EP

#### Syndrone
- 2001 : Triskaideka (Djak-Up-Bitch) (sorti en juin)

#### Machine Drum
- 2002 : Half the Battle - Merck Records (sorti en avril)
- 2003 : Half the Battle 2 - Merck Records (sorti en juin)
- 2004 : Half the Battle 3 - Merck Records (sorti en février)
- 2010 : Let it - Innovative Leisure Records (sorti en décembre)

#### Machinedrum
| Date           | Album                                   | Label         | Critique          |
| -------------- | --------------------------------------- | ------------- | ----------------- |
| avril 2009     | Late Night Operation                    | Normrex       |                   |
| juillet 2010   | Many Faces                              | LuckyMe       |                   |
| juin 2011      | Sacred Frequency                        | Planet Mu     |                   |
| juin 2011      | Alarma                                  | LuckyMe       |                   |
| janvier 2012   | SXLND                                   | LuckyMe       | Pitchfork · XLR8R |
| février 2012   | Nastyfuckk                              | The Index     | Resident Advisor  |
| octobre 2013   | Gunshotta Ave.                          | Ninja Tune    |                   |
| décembre 2013  | Vizion Center                           | (autoproduit) | Resident Advisor  |
| janvier 2014   | Vapor Park                              | (autoproduit) |                   |
| mars 2014      | Fenris District                         | Ninja Tune    | Pitchfork         |
| avril 2015     | Vapor City Remixes                      | Ninja Tune    |                   |
| avril 2015     | Movin' Forward - A Tribute To DJ Rashad | (autoproduit) | Resident Advisor  |
| septembre 2016 | Human Energy                            | Ninja Tune    |                   |
| octobre 2020   | A View Of U                             | Ninja Tune    |                   |

#### Aden
| Date         | Album | Label      | Critique         |
| ------------ | ----- | ---------- | ---------------- |
| mars 2014    | Four  | Ultramajic |                  |
| janvier 2015 | Tanz  | Ultramajic | Resident Advisor |

### Collaborations

#### Sepalcure
| Date          | Album              | Label      | Critique                                            |
| ------------- | ------------------ | ---------- | --------------------------------------------------- |
| juin 2010     | Love Pressure (EP) | Hotflush   |                                                     |
| janvier 2011  | Fleur (EP)         | Hotflush   |                                                     |
| novembre 2011 | Sepalcure (album)  | Ultramajic | Pitchfork · Resident Advisor · Sputnikmusic · XLR8R |
| avril 2012    | Eternally Yrs (EP) | Hotflush   |                                                     |
| avril 2013    | Make You (EP)      | Hotflush   | Pitchfork · XLR8R                                   |

#### Dream Continuum
| Date      | Album   | Label     | Critique         |
| --------- | ------- | --------- | ---------------- |
| mars 2012 | Reworkz | Planet Mu | Resident Advisor |

#### JETS
| Date         | Album      | Label          | Critique         |
| ------------ | ---------- | -------------- | ---------------- |
| octobre 2012 | Jets       | Leisure System |                  |
| mai 2015     | The Chants | Ultramajic     | Resident Advisor |